# 休循
休循国，西域古国。治鸟飞谷（今吉尔吉斯斯坦境内），在葱岭西，距离长安10210里。三百五十八户，1030口，胜兵四百八十人。东至西域都护治所三千一百二十一里，至捐毒衍敦谷二百六十里，西北至大宛国九百二十里，西至大月氏千六百一十里。服饰与乌孙相似，因畜随水草而居，本塞种。三国以后，成为疏勒的属地。

## 外部連結
[在维基数据编辑]
 《欽定古今圖書集成·方輿彙編·邊裔典·休循部》，出自陈梦雷《古今圖書集成》